# Liste des comtés de Nouvelle-Écosse
Liste des comtés de Nouvelle-Écosse :
- Comté d'Annapolis. Chef-lieu : Annapolis Royal
- Comté d'Antigonish. Chef-lieu : Antigonish
- Comté de Cape Breton. Chef-lieu : Sydney
- Comté de Colchester. Chef-lieu : Truro
- Comté de Cumberland. Chef-lieu : Amherst
- Comté de Digby. Chef-lieu : Digby
- Comté de Guysborough. Chef-lieu : Guysborough
- Comté de Halifax. Chef-lieu : Halifax
- Comté de Hants. Chef-lieu : Windsor
- Comté d'Inverness. Chef-lieu : Port Hood
- Comté de Kings. Chef-lieu : Kentville
- Comté de Lunenburg. Chef-lieu : Lunenburg
- Comté de Pictou. Chef-lieu : Pictou
- Comté de Queens. Chef-lieu : Liverpool
- Comté de Richmond. Chef-lieu : Arichat
- Comté de Shelburne. Chef-lieu : Shelburne
- Comté de Victoria. Chef-lieu : Baddeck
- Comté de Yarmouth. Chef-lieu : Yarmouth